# Производство маниока на Кубе
Выращивание маниока является одной из отраслей сельского хозяйства Республики Куба.

## История
Обитавшие на острове племена индейцев-земледельцев употребляли в пищу и выращивали горький маниок задолго до прибытия экспедиции Х. Колумба, после завоевания острова испанскими конкистадорами его выращивание освоили и колонисты.

### 1898—1958
По состоянию на начало 1930-х годов Куба представляла собой типичную тропическую полуколониальную страну. Основой экономики являлось монокультурное сельское хозяйство. Основными экспортными товарами были тростниковый сахар и табак (в 1934 году они составляли свыше 90 % объёма экспорта), в меньшей степени — кофе, какао, тропические фрукты (бананы, ананасы, грейпфруты и др.), кокосовые орехи и ценные породы дерева (в частности, красное дерево и испанский кедр). При этом, посевы кукурузы, риса и пшеницы для внутреннего употребления были сравнительно невелики, и не обеспечивали потребности страны в продовольствии (35 % импорта составляли продукты питания).
После второй мировой войны маниок являлся одной из значимых потребительских культур страны. В период с 1948-1949 до 1952-1953 гг. общая площадь полей с ним составляла в среднем около 55 тыс. га, годовой сбор - в среднем около 179 тыс. тонн.

### 1959—1991
После победы Кубинской революции в январе 1959 года США прекратили сотрудничество с правительством Ф. Кастро и стремились воспрепятствовать получению Кубой помощи из других источников. Власти США ввели санкции против Кубы, а 10 октября 1960 года правительство США установило полное эмбарго на поставки Кубе любых товаров (за исключением продуктов питания и медикаментов).
В 1959 году Куба являлась отсталой аграрной страной с преобладанием экстенсивного сельского хозяйства и избытком малоквалифицированной рабочей силы (четверть взрослого населения была неграмотной), используемой сезонно. У республики не было реальных возможностей (необходимых накоплений для капиталовложений, валютных резервов и квалифицированной рабочей силы) для быстрой индустриализации и создания многоотраслевой экономики, поэтому в первые годы после революции был взят курс на преимущественное развитие и техническое оснащение традиционных отраслей сельского хозяйства, а также связанных с ним пищевых производств.
Одним из направлений стало увеличение объёмов производства корнеплодов и клубнеплодов. С целью обеспечения продовольственной безопасности страны, была разработана и в 1961 году принята программа по обеспечению населения базовыми продуктами питания. 20 февраля 1962 года была создана Академия наук Кубы (в составе которой было создано отделение сельского хозяйства). Также началась механизация сельского хозяйства и расширение собственного производства удобрений.
Во время Карибского кризиса в октябре 1962 года корабли военно-морского флота США установили военно-морскую блокаду Кубы в виде карантинной зоны в  500 морских миль вокруг берегов Кубы, блокада продолжалась до 20 ноября 1962 года. Имевшее основания опасаться возобновления блокады острова в условиях продолжавшейся "холодной войны", правительство активизировало деятельность по достижению независимости страны от импорта продовольствия.
В связи с диверсификацией растениеводства (для снижения риска неурожая) площади под маниоком сократились. В 1961-1965 гг. общая площадь полей под культурой составляла в среднем около 26 тыс. га, а годовой сбор маниока - в среднем около 171 тыс. тонн.
В 1966 году положение в сельском хозяйстве страны осложнилось в связи с ущербом, нанесённым циклонами «Альма» (в июне 1966 года) и «Инес» (в сентябре – октябре 1966 года). Тем не менее, в 1970 году общая площадь полей под культурой составляла 33 тыс. га, годовой сбор маниока - 220 тыс. тонн.
В целом, в начале 1970-х годов маниок выращивали для внутреннего потребления практически повсеместно и даже в начале 1980-х годов он входил в число основных корнеплодов и клубнеплодов.
Однако в следующие десятилетия хозяйственное значение маниока снизилось (поскольку при содействии СССР и других социалистических стран на Кубе значительно увеличилось выращивание высокопродуктивных сортов картофеля). Кроме того, имело место постепенное увеличение производства маланги.
В 1986 году положение в сельском хозяйстве осложнили ураган "Кейт" и начавшаяся засуха 1986-1987 гг. (для преодоления последствий которых капитальные вложения в АПК были увеличены).

### После 1991 года
Хотя маниок продолжает сохранять значение как резервная и кормовая культура, в середине 2000-х годов в перечне основных продовольственных культур он уже не упоминался.
В 2000-2017 годы национальный институт тропических культур министерства сельского хозяйства Кубы (Instituto Nacional de Viandas Tropicales) завершил работы по созданию новых ранних сортов маниока ("Inivit Y 93-4" и "Inivit Y 2013"), обеспечивающих урожай от 12 до 15 тонн с гектара.
Начавшаяся в 2020 году эпидемия коронавируса COVID-19 (распространившаяся в марте 2020 года на Кубу) осложнила положение в стране. Осенью 2020 года ураган "Эта" нанёс ущерб сельскому хозяйству, пострадали 12 культур (в том числе, урожай бананов, табака, кофе, какао, помидоров, фасоли, бониато, кукурузы, риса и маниока).

## Современное состояние
По состоянию на 2017 год маниок по-прежнему использовался в целом ряде традиционных блюд кубинской кухни, однако в значительной степени превратился в кормовую культуру (до 30% производимого в стране маниока использовалось в качестве корма для животных).